# Jérémy Berthod
Jérémy Berthod (*Tassin la Demi-Lune, Francia, 24 de abril de 1984), exfutbolista francés. Jugaba de defensa y su primer equipo fue Olympique de Lyon.

## Selección nacional
Ha sido internacional con la Selección de fútbol de Francia Sub-21, ha jugado 8 partidos internacionales.

## Clubes
| Club            | País               | Año       |
| --------------- | ------------------ | --------- |
| Olympique Lyon  | Bandera de Francia | 2002-2007 |
| AS Mónaco       | Bandera de Francia | 2007-2008 |
| AJ Auxerre      | Bandera de Francia | 2008-2012 |
| Sarpsborg 08 FF | Bandera de Noruega | 2012-2015 |